# George Downing Liveing
George Downing Liveing (21 décembre 1827 - 29 décembre 1924) est un chimiste anglais spécialiste de spectroscopie.

## Biographie
George Downing Liveing, fils aîné d'Edward Liveing, nait à Nayland, dans le Suffolk, en 1827. Il étudie à Cambridge au St John's College, où il obtient son Bachelor of Science en 1851. Il devient par la suite membre de ce College, dont il est fait président en 1911.
Durant sa carrière, il obtient successivement les postes de Professeur de chimie au Military College de Sandhurst, puis à l'université de Cambridge de 1861 à 1908.
En 1879, il est élu membre de la Royal Society, puis il obtient la Médaille Davy en 1901 pour ses « contributions à la spectroscopie ».